# Oops! I Did It Again: The Best of Britney Spears
Oops! I Did It Again: The Best of Britney Spears (estilizado em letras minúsculas) é um álbum de compilação da cantora e compositoraestadunidense Britney Spears, lançado em 15 de junho de 2012 através da Sony/RCA Camden. O álbum conta com alguns singles do início da carreira da artista mas é composto principalmente de outras canções e faixas bônus de seus álbuns de estúdio ...Baby One More Time (1999), Oops!... I Did It Again (2000), Britney (2001), In the Zone (2003) e Circus (2008). A compilação não contém nenhuma faixa de Blackout (2007) ou de Femme Fatale (2011). O lançamento do álbum, sem um anúncio oficial, pegou tanto os críticos quanto os fãs de surpresa. Questionada pelos fãs da cantora na rede social Twitter, a distribuidora global Sony Music afirmou não ter conhecimento do projeto. A compilação não foi lançada nos Estados Unidos.

## Lista de faixas
| N.º            | Título                     | Compositor(es)                                                        | Produtor(es)                        | Duração |  |
| 1.             | "Oops!... I Did It Again"  | Max Martin Rami Yacoub                                                | Martin Yacoub                       | 3:34    |  |
| 2.             | "...Baby One More Time"    | Martin                                                                | Martin Yacoub                       | 3:31    |  |
| 3.             | "I'm a Slave 4 U"          | Charles Edward Hugo Pharrell Williams                                 | The Neptunes                        | 3:26    |  |
| 4.             | "Born to Make You Happy"   | Kristian Lundin Andreas Carlsson                                      | Lundin                              | 3:36    |  |
| 5.             | "Cinderella"               | Martin Yacoub Britney Spears                                          | Martin Yacoub                       | 3:40    |  |
| 6.             | "Brave New Girl"           | Kara DioGuardi Brian Kierulf Joshua Schwartz Spears                   | Kierulf Schwartz                    | 3:29    |  |
| 7.             | "The Hook Up"              | Penelope Magnet Spears Christopher Stewart Thabiso Nikhereanye        | Christopher "Tricky" Stewart Magnet | 3:55    |  |
| 8.             | "Don't Hang Up"            | Kierulf Schwartz Spears                                               | Kierulf Schwartz                    | 4:00    |  |
| 9.             | "One Kiss from You"        | Steve Lunt                                                            | Lunt Larry "Rock" Campbell          | 3:24    |  |
| 10.            | "Anticipating"             | Kierulf Schwartz Spears                                               | Kierulf Schwartz                    | 3:16    |  |
| 11.            | "What It's Like to Be Me"  | Wade J. Robson Justin Timberlake                                      | Robson Timberlake                   | 2:52    |  |
| 12.            | "My Baby"                  | Guy Sigsworth Spears                                                  | Sigsworth                           | 3:20    |  |
| 13.            | "Out from Under"           | Arnthor Birgisson Wayne Hector Shelly Peiken                          | Sigsworth                           | 3:55    |  |
| 14.            | "You Got It All"           | Rupert Holmes                                                         | Eric Foster White                   | 4:11    |  |
| 15.            | "Showdown"                 | Cathy Dennis Henrik Jonback Christian Karlsson Pontus Winnberg Spears | Bloodshy & Avant                    | 3:18    |  |
| 16.            | "That's Where You Take Me" | Spears Kierulf Schwartz                                               | Kierulf Schwartz                    | 3:34    |  |
| Duração total: | Duração total:             | Duração total:                                                        | Duração total:                      | 57:02   |  |

## Histórico de lançamento
| País        | Data                 | Formato          | Gravadora                |
| ----------- | -------------------- | ---------------- | ------------------------ |
| Espanha     | 15 de junho de 2012  | Download digital | Sony Music Entertainment |
| Reino Unido | 18 de junho de 2012  | CD               | Sony Music Entertainment |
| Canadá      | 19 de junho de 2012  | CD               | Sony Music Entertainment |
| França      | 2 de julho de 2012   | CD               | Sony Music Entertainment |
| Alemanha    | 24 de agosto de 2012 | CD               | Sony Music Entertainment |